# Corrente Sul Equatorial
A corrente Sul Equatorial é uma significativa corrente dos oceanos Pacífico, Atlântico e Índico, que segue de leste para oeste entre o Equador e cerca de 20° Sul. No Pacífico e no Atlântico, ultrapassa o Equador, atingindo 5° Norte.  
No hemisfério sul, a corrente Sul Equatorial é o membro com direção a oeste do giro oceânico subtropical de muito larga escala. Esses giros são formados pela combinação dos ventos alísios nos trópicos com os ventos do oeste, encontrados a sul do paralelo 30 S, através de um processo um tanto complicado, que inclui a intensificação das correntes de limite oeste.
No Equador, a corrente Sul Equatorial é guiada diretamente pelo alísios, que sopram de leste para oeste.
No oceano Índico, o fluxo orientado para o oeste da corrente Sul Equatorial é bem desenvolvido somente a sul do Equador. Diretamente no Equador, os ventos se invertem duas vezes por ano, durante as monções, e, por isso, a superfície da corrente pode ser tanto orientada para o leste quanto para o oeste.